# Lars Leksell
Pour les articles homonymes, voir Leksell.
Lars Leksell, né le 24 novembre 1907 à Fässberg Parish (en) et mort le 12 janvier 1986 à Stockholm, est un neurochirurgien et physicien suédois de l'Institut Karolinska. Il est considéré comme l'inventeur de la stéréotaxie et la radiochirurgie.

## Biographie
Entrepreneur, il fonde Elekta, une entreprise suédoise qui commercialise le fruit de ses recherches, dont le Gamma knife inventé en 1967, depuis 1972.